# Scarface: The World Is Yours
Scarface: The World Is Yours é um jogo eletrônico de ação-aventura desenvolvido pela Radical Entertainment e publicado pela Vivendi Games para PlayStation 2, Xbox e Microsoft Windows em 08 de outubro de 2006. Uma versão com gráficos aprimorados foi lançada para o Wii em 12 de junho de 2007. Um porte para Xbox 360 também estava sendo desenvolvido mas foi cancelado. O jogo baseia-se em uma sequência do filme Scarface de 1983 dirigido por Brian De Palma.
O jogo não é uma adaptação direta do filme, mas sim uma sequência ampla que muda o final para que Tony Montana (originalmente interpretado por Al Pacino) sobreviva ao ataque em sua mansão e comece a se vingar daqueles que o tiraram do poder, restabelecendo o seu império de drogas no submundo de Miami. O jogo apresenta a semelhança de Al Pacino com o personagem Montana, mas Pacino não dá voz ao personagem, pois ele e os produtores do jogo sentiram que sua voz havia mudado muito desde o lançamento do filme em 1983. Em vez disso, Montana é dublado por André Sogliuzzo, que foi selecionado pessoalmente pelo próprio Pacino. Os atores do filme original que dublaram o jogo incluem Steven Bauer, Robert Loggia e Al Israel.
O jogo é apresentado em mundo aberto sob uma perspectiva de terceira pessoa e recebeu críticas moderadamente positivas, com muitos críticos comparando-o favoravelmente tanto com Grand Theft Auto: Vice City de 2002 quanto com Grand Theft Auto: San Andreas de 2004. Também foi elogiado por manter o tom do filme, pelo humor e pela precisão da representação do próprio Tony Montana. O jogo também foi um sucesso comercial, vendendo mais de dois milhões de unidades em todas as plataformas.

## Jogabilidade
Scarface: The World Is Yours é um jogo de ação e aventura em mundo aberto jogado a partir de uma perspectiva de terceira pessoa, no qual o jogador controla Tony Montana enquanto ele tenta recuperar o controle do tráfico de drogas em Miami, destruir cartéis rivais e restaurar sua reputação no submundo do crime.

### Combate
A jogabilidade básica e a mecânica do jogo enquadram-se no subgênero dos clones de Grand Theft Auto. Como tal, o jogador pode comandar veículos (carros e barcos), mover-se pelo mapa a pé, interagir com civis e NPCs hostis e não hostis, participar de missões primárias e secundárias e empunhar uma variedade de armas: pistolas, submetralhadoras, espingardas, rifles de assalto, um rifle de precisão, um lançador de foguetes, uma motosserra, e diversas armas brancas, como canos e facões. Diferentemente da maioria dos jogos no estilo Grand Theft Auto, Tony não pode matar pessoas inocentes. Se o jogador tentar atirar ou atacar um civil não agressivo, Tony se recusará a agir e gerará um comentário do mesmo sobre a situação; se o jogador tentar atropelar uma pessoa inocente com um carro, ela só ficará ferida. Isso está de acordo com a trama do filme, no qual o personagem interpretado por Al Pacino se recusa a matar homens, mulheres e crianças inocentes. À medida que o jogo avança, o jogador adquire acesso a alguns dos empregados de Tony enquanto reconstrói seu império: um motorista de veículos, um piloto de barcos que pode contrabandear grandes quantidades de cocaína, um traficante de armas que pode fornecer armas, um executor para proteger o cartel de Tony, negócios e atacar os seus rivais, e um assassino que pode eliminar outros gangsters e traficantes de forma furtiva. Quando esses empregados forem desbloqueados, o jogador pode mudar o controle de Tony para qualquer um deles (exceto o traficante de armas), e ao jogar como o executor ou o assassino, o jogador pode matar pessoas inocentes.
Ao atirar, o jogador pode mirar no inimigo ou mirar manualmente, atingindo partes específicas do corpo para produzir diferentes reações. Por exemplo, se Tony atirar na perna de um oponente, ele cairá, mas continuará a atirar. Se ele acertar o braço de um oponente, ele permanecerá de pé, mas sua mira ficará comprometida. Acertar os oponentes mirando manualmente rende a Montana mais "bolas" ("culhões") do que usar o sistema de mira automática. Ganhar "bolas" preenche o "medidor de bolas", que é um componente essencial do combate no jogo. Quando o medidor estiver cheio, o modo "Blind Rage" ficará disponível. Neste modo, a tela fica vermelha, o jogo muda para primeira pessoa e entra em câmera lenta, a mira passa a ser automática, o jogador adquire munição infinita e não precisa recarregar a arma, e cada inimigo morto preenche o medidor de saúde de Tony. Tony também pode adquirir "bolas" provocando oponentes mortos, insultando motoristas que bateram em seu carro, vencendo corridas de rua, completando missões e conversando com pessoas aleatórias.

### Império
No mapa jogável, selecionando a opção "Empire" (Império), existem quatro regiões geográficas principais de Miami que Tony deve controlar para completar o jogo; Pequena Havana, Downtown, South Beach e North Beach. No início do jogo, todo o mapa está disponível para exploração, mas Tony não pode realizar missões, atacar gangues rivais ou comprar propriedades em qualquer lugar, exceto Pequena Havana, que é a primeira área de missões no jogo. Cada território deve ser controlado 100% antes que o próximo fique disponível para missões. Adquirir 100% exige que o jogador execute certas ações dentro de cada região: comprar um certo número de frentes (fachadas para distribuição de drogas), eliminar gangsters rivais e realizar missões menores envolvendo compra e venda de cocaína. Para comprar frentes, Tony deve realizar uma missão para o proprietário antes deste vender o negócio para ele - essas missões, juntamente com as missões do enredo, formam o núcleo do jogo principal. Uma vez adquiridas, as frentes podem ser atacadas por gangues rivais. Para combater isso, Tony pode instalar câmeras de segurança para alertá-lo sobre um ataque iminente e recrutar capangas para afastar os agressores até que ele chegue e defenda o local. Depois que Tony tiver adquirido o número necessário de frentes em uma região, ele deverá então assumir o controle do armazém de drogas daquela região, que estará na posse de uma gangue rival.
Uma parte importante da jogabilidade é a "Reputação". Existem oito níveis de Reputação (cada nível representado por uma letra na palavra "Scarface"), e certos itens e missões não podem ser desbloqueados até que o jogador atinja um determinado nível de "Reputação". A reputação pode ser aumentada por vários meios, como completar missões e comprar frentes, completar missões secundárias e comprar "exóticos" (produtos extras à venda como carros, barcos, investimentos, colecionáveis e itens usados para decorar a mansão de Tony). Aumentar a reputação e aumentar a contagem de "bolas" de Tony também desbloqueia "femme fatales". Se Tony conseguir persuadir essas mulheres a virem para sua mansão, elas lhe darão aumentos de estatísticas, como maior resistência em combate e saúde.
A base do império de Tony é o tráfico de cocaína. Para adquirir cocaína para vender, os jogadores devem completar missões secundárias chamadas "Felix Leads". Isso envolve Tony realizando uma missão para seu sócio Felix. Ao completar a missão, Felix colocará Tony em contato com um fornecedor de cocaína, de quem ele poderá comprar cocaína. Se for um "pequeno fornecedor", Tony só poderá adquirir uma determinada quantidade de gramas, que poderá ser vendida diretamente aos traficantes ambulantes ou distribuída nas frentes. Porém, se for um "fornecedor grande", Tony pode adquirir quilos, que devem ser transferidos para o estoque em seus armazéns. Ele deve então partir para uma corrida, distribuindo cocaína para todas as suas frentes e coletando os lucros em uma única missão, enquanto é perseguido por membros de gangues rivais. Mais tarde no jogo, Tony pode comprar quantidades maiores de cocaína diretamente das ilhas do Caribe ao sul de Miami, que ele deve então levar de volta ao continente de barco, evitando os piratas nas ilhas e a guarda costeira em Miami, antes de distribuir as drogas para suas frentes.

### Dinheiro e calor ("Heat")
Tony tem acesso a dois tipos diferentes de dinheiro no jogo. O dinheiro disponível é chamado de "dinheiro sujo". Se o jogador morrer, for preso ou abalado por outra gangue, o jogador perderá todo o seu dinheiro sujo. A única maneira de proteger o dinheiro de Tony e garantir que ele não seja perdido quando o jogador morrer é lavá-lo em um banco. O jogador é livre para lavar dinheiro em um banco a qualquer momento que desejar (exceto durante as missões), mas cada vez que lavar dinheiro, o banco ficará com um corte do total. A porcentagem de seu corte é determinada pelo nível de "visibilidade policial" que Tony possui atualmente; quanto maior o calor da polícia, maior será o corte.
A jogabilidade conta com um minijogo estilo "golfe swing", onde o jogador deve tentar parar o medidor em uma determinada zona. Esse recurso é usado para controlar negociações de tráfico de drogas, intimidação de outras gangues, suborno de policiais e lavagem de dinheiro. Um medidor cinza em formato circular possui uma zona segura do lado esquerdo e uma pequena parte branca – indicando uma maior chance de sucesso, e uma zona de perigo "sem acordo" do lado direito – as vezes representada por uma barra semelhante a fitas de isolamento usadas pela polícia; o jogador deve tentar acertar o medidor na zona cinza à esquerda ou a pequena zona branca e evitar a zona de perigo para obter o lucro máximo de um acordo, ou ser bem sucedido em um suborno ou negociação. Se o medidor cair na zona "sem acordo", Tony será atacado por gangues ou fornecedores, terá seu calor aumentado com a polícia ou terá uma porcentagem maior de perdas em juros para o banco ao lavar seu dinheiro sujo.
"Cop heat" ("Calor da polícia") e "gang heat" ("Calor da gangue") são dois medidores que ficam ativos o tempo todo durante o jogo. A pressão policial determina a taxa de juros nos bancos, e a pressão das gangues determina a agressividade destas com Tony e o preço da cocaína; quanto mais calor, menos gramas ou quilos Tony pode cobrar durante os negócios. Se Tony ou qualquer um de seus associados se envolver em muita violência pública, incluindo atirar em locais com civis, guerra com gangues inimigas em vias públicas, a pressão policial representada por um medidor branco que circunda o minimapa aumentará e a polícia chegará, perseguindo Tony. A pressão policial pode ser reduzida guardando as armas e pagando subornos à policiais que chegam em viaturas para abordar Tony, ou pagando a unidade Vice da polícia de Miami no menu "Empire" e selecionando "Heat". A pressão das gangues pode ser reduzida intimidando os membros da gangue ou igualmente pagando suborno a já citada unidade da polícia. Se Tony continuar a cometer os crimes citados em público, a pressão policial pode chegar ao ponto vermelho ao redor do minimapa, em que ele entra no modo "Você está fodido", no qual ele não pode escapar vivo da polícia, que agora usa meios letais para matar Tony, com as unidades policiais extremamente agressivas incluindo agentes anti-narcóticos da DEA.

## Enredo
Scarface: The World Is Yours começa durante a cena final do filme, na qual o traficante Tony Montana (interpretado por Al Pacino e dublado por André Sogliuzzo) faz uma aparente última resistência enquanto sua mansão é atacada por assassinos enviados por seu ex-parceiro de negócios que se tornou inimigo, Alejandro Sosa (Robert Davi). Ao contrário do filme, porém, Tony consegue dominar os homens de Sosa e por pouco consegue escapar do local, assim que a DEA e a polícia de Miami-Dade chegam. Um dos homens de Sosa liga para ele após o ataque, dizendo que a mansão de Tony está sendo apreendida pelas autoridades, seu império de drogas está reduzido a nada e o próprio Tony provavelmente está morto. Enquanto isso, escondido em uma casa segura nas clareiras de Miami, Tony lamenta as mortes de sua irmã Gina e de seu amigo Manny "Manolo" Ribera, se amaldiçoando por não ouvir os conselhos dos outros devido a sua teimosia, decide largar a cocaína, e jura vingança contra Sosa.
Três meses depois, em 1984, Tony retorna a Miami. Todos os seus bens foram congelados e os distritos de Miami que ele dominava foram divididos entre outros cartéis de drogas. Seu primeiro ato é pedir ao advogado criminal George Sheffield (James Woods) para se tornar seu advogado novamente. Sheffield concorda relutantemente, mas com um salário mais alto do que antes. Em seguida, ele viaja para ver seu velho amigo e entrar em contato com Felix (Carlos Ferro), que lhe diz que Sosa está trabalhando com seu colega chefe do crime Gaspar Gomez (Cheech Marin) para assumir todo o antigo território de Tony. Para reconstruir seu império, Tony deve primeiro ganhar dinheiro suficiente para comprar sua mansão confiscada por dois policiais corruptos da unidade Vice, mas ele não conhece nenhum traficante de drogas confiável, como a maioria reporta a Sosa agora. Felix manda ele falar com uma garçonete chamada Coco (Nika Futterman), que coloca Tony em contato com alguns traficantes sem vínculo com Sosa. Em um dia, Tony ganha dinheiro suficiente para recomprar sua mansão dos policiais corruptos e começa a restabelecer lentamente seu nome.
Mais tarde, Felix diz a Tony que Gomez está contrabandeando dinheiro e lhe dá uma dica sobre um de seus carros fortes, que carrega US$ 50.000. Tony intercepta o caminhão e usa o dinheiro para abrir uma conta no banco em Downtown. Reconectando-se com seu antigo banqueiro, Jerry (Michael York), ele usa o banco para lavar seu dinheiro enquanto se propõe a recuperar o controle de Pequena Havana dos Irmãos Diaz. À medida que a reputação de Tony aumenta, os irmãos planejam matá-lo. Depois de sobreviver a uma de suas tentativas de assassinato, ele interroga os assassinos e descobre que os irmãos Diaz mataram sua mãe. Furioso, Tony mata os dois e recupera o controle de Pequena Havana.
Tony é mais tarde chamado por Pablo (Wilmer Valderrama), um sócio de Sheffield, que afirma saber o paradeiro da ex-esposa de Tony, Elvira (Michelle Pfeiffer), e marca um encontro. O encontro acaba sendo uma armadilha, mas Tony sobrevive e mata Pablo. Percebendo que Sheffield se voltou contra ele, Tony corta os laços com ele. Durante esse tempo, Tony começa a assumir o controle de Downtown Miami do cartel Contreras. Ao fazer isso, ele é contatado por "The Sandman" (Steven Bauer), um produtor de cocaína das ilhas caribenhas ao sul de Miami. Sandman também quer Sosa fora de cena e convida Tony para ir vê-lo. Eles concordam que, com Tony em Miami vendendo os produtos de Sandman nas ilhas, eles podem tirar Sosa do mercado. Tony então conhece Venus (Cree Summer), ex-namorada de Sandman e uma poderosa influência nas ilhas. Ela conta a ele sobre o dono de um cassino próximo, que está sendo operado em um navio petroleiro abandonado, que está matando mulheres e jogando seus corpos no mar e pede a Tony para cuidar disso. Tony vai ao cassino e mata o proprietário, que se revela ser Nacho Contreras, ex-controlador do tráfico de drogas em Downtown Miami.
Depois de assumir o controle dos distritos de South Beach e North Beach (Miami Beach) de Gomez, Tony é novamente contatado por Sandman, que lhe diz que entrou em guerra com os cartéis de drogas colombianos e pede sua ajuda. Tony ajuda Sandman a defender sua plantação, antes de seguir para seu laboratório de processamento na ilha da Tranquilândia, que foi tomada pelos colombianos. Depois que Tony os mata e resgata os trabalhadores, que foram feitos reféns, Sandman lhe dá a propriedade de sua plantação. Agora responsável pela produção e distribuição, Tony se tornou o traficante de drogas mais poderoso da região; doravante ele poderá finalmente ir atrás de Sosa, que está na Bolívia.
Em sua mansão, Sosa está organizando uma reunião com Sheffield e Gomez na qual eles discutem a melhor forma de se livrar de Tony. Do lado de fora, eles ouvem uma explosão, enquanto Tony ataca a casa. Lutando para abrir caminho pelo terreno, ele mata Sheffield e Gomez antes de confrontar o próprio Sosa. Uma discussão começa quando Sosa diz a Tony que o avisou para não traí-lo e que Tony o fez, pois se recusou a assassinar um jornalista para Sosa porque havia crianças no carro do jornalista. Tony fica horrorizado quando Sosa afirma que, em seus negócios, às vezes crianças têm que morrer, o que o primeiro rejeita com raiva; Sosa então tenta matar Tony, mas no final Tony sai vitorioso ao atirar em Sosa várias vezes, matando-o e finalmente se vingando de Sosa.
Ao sair da mansão, Tony encontra um dos capangas que ainda está vivo. O sobrevivente implora por sua vida e Tony lhe oferece um emprego. O jogo termina com o capanga trabalhando como mordomo de Tony, enquanto ele e Vênus assistem televisão em uma jacuzzi. Sentindo-se bem com sua vida, Tony declara que finalmente tem o que sempre sentiu que estava vindo para ele: "o mundo".

## Desenvolvimento
"O mundo traiçoeiro de Scarface é uma propriedade natural para se traduzir em uma experiência de jogo cinematográfica. O jogo contará com tecnologia de ponta, um enredo envolvente e a experiência sem precedentes de interpretar um dos gangsters mais notórios de Hollywood."

—  Michael Pole; Vice-presidente executivo, Vivendi Universal Games
O jogo foi anunciado pela primeira vez em 10 de agosto de 2004, quando a Vivendi Universal Games revelou que a Radical Entertainment estava trabalhando em uma adaptação de tiro em terceira pessoa do filme Scarface de 1983 para PC e consoles da geração atual, ainda sem nome, com data de lançamento projetada no terceiro trimestre de 2005.

### Escrita
Originalmente, os desenvolvedores pretendiam fazer uma adaptação direta do filme. No entanto, concluíram rapidamente que fazê-lo apresentava dois problemas inerentes; o roteiro original era tão bom que eles sentiram que não poderia ser replicado em um ambiente de jogo e, como Tony Montana morre no final, eles sentiram que os jogadores não iriam querer investir no desenvolvimento de um personagem que eles sabiam que estava condenado desde o início. Como tal, eles decidiram que o jogo contaria uma história original, ambientada após o filme. Jason Bone, designer de combate do jogo, explicou: "Não queríamos refazer o filme porque sentimos que, para fazer um bom jogo, é necessário que haja um enredo convincente com bons personagens que conduzam você através dele. Muitos jogos foram feitos baseados em filmes, e quando eles seguem exatamente o enredo do filme, você perde um pouco de interesse se souber para onde as coisas estão indo. Sentimos que um novo começo nos permitiria ter a liberdade de fazer coisas novas e interessantes para manter o jogador motivado e engajado."
Eles originalmente perguntaram a Oliver Stone, o roteirista do filme, se ele estaria interessado em trabalhar no roteiro, mas quando Stone recusou, eles abordaram David McKenna, escritor dos filmes American History X e Blow. Como fã do filme, McKenna queria enfatizar o humor exagerado que percebeu no personagem Montana. Pouco depois do jogo ter sido lançado, a IGN entrevistou McKenna, perguntando-lhe exatamente quanto das 40.000 linhas de diálogo do jogo ele escreveu. McKenna afirmou: 
Eu trabalhei muito nisso. Foi um pé no saco! Eu não sabia no que estava me metendo. Eu não sabia nada sobre cenas auxiliares, sobre como o personagem pode seguir em direções diferentes, ele tem que ter uma linha de diálogo para cada personagem que encontra. Eu não sou um cara de videogame, não jogo videogame [...] eu dediquei muito tempo nisso, mas só dediquei, sabe, vários meses. Radicalmente colocado há vários anos, esses caras estavam trabalhando nisso desde sempre. Eu dei a eles o melhor plano que pude. Eu os ajudei tanto quanto pude com diálogos e cenas auxiliares, ajudei a orientá-los tanto quanto pude, mas no final é o bebê deles. Era o mundo deles; Eu estava morando lá por um tempo.
Sobre a decisão de mudar o final do filme para que Montana sobrevivesse, McKenna rejeitou os críticos que disseram que o jogo estava desrespeitando o filme e minando o aspecto moral de sua narrativa; 
Arranje uma vida. É um maldito jogo. Nós nos divertimos continuando e pegando um ótimo personagem, fazendo com que ele sobrevivesse no final e recuperasse seu império. Achei que era uma boa forma de continuar a história [...] Queria começar o jogo com Tony sentado na banheira, conversando com um grupo de executivos de um estúdio de cinema. Ele está dizendo: "Por que o bandido sempre tem que morrer no final? Bem, vá se foder! Você morre!" e então ele saca uma metralhadora e explode todos eles! E então ele foge da mansão! Mas a Vivendi Universal não faria isso. Mas a coisa toda; é um jogo, é uma piada. As pessoas entendem que não estou tentando reinventar a roda aqui com Scarface ou fazer qualquer destruição no filme, é um dos meus favoritos. É apenas se divertir com alguma coisa.
Ele comentou ainda: "O que eu fiz, eu queria levar isso para o próximo nível. É um videogame. Pessoas que vão dizer: 'Ei, ele fodeu com o filme', isso é ridículo. Eu queria me divertir e meio que criar algo por conta própria, mantendo o mesmo tom e sabor do filme. As pessoas querem rir quando estão jogando, e eu só queria tirar vantagem disso".

### Desenvolvimento e atraso
"Scarface é, antes de mais nada, entregar a experiência de ser Tony Montana. É uma questão de vingança , excesso, indulgência e ter a coragem de pegar o que deseja; todos esses recursos se unem tão bem porque ressoam com o núcleo de Scarface: The World is Yours, a saber: 'O que Tony Montana faria?' Em cada estágio de desenvolvimento, nos perguntamos essa questão para garantir que nossas decisões artísticas e de design venham do lugar certo. Tony é um cara imprevisível, cômico e simpático e isso transparece em tudo o que ele faz. Ele também tem um código moral forte. Ele não pensa duas vezes antes de derrubar pessoas que estão em seu caminho ou tentar derrubá-lo, mas ele não mata inocentes (por exemplo, pedestres, mulheres e crianças). Ele é uma pessoa simpática, carismática, e divertido de jogar e isso faz de Scarface uma experiência única em jogos de mundo aberto."
— Geoff Thomas; produtor da versão Wii

Em dezembro de 2004, a Vivendi anunciou que o jogo seria lançado para PlayStation 2 e Xbox, bem como o já anunciado lançamento para PC.

O jogo foi mostrado pela primeira vez como uma demo não jogável na GDC de 2005 em março, quando foi revelado que não era mais um jogo de tiro em terceira pessoa, mas agora um jogo de mundo aberto no estilo Grand Theft Auto. A Vivendi afirmou que o jogo seria não-linear, com os jogadores livres para realizar missões na ordem que desejarem, com um tempo de jogo estimado de 50–60 horas. A Vivendi também afirmou que Tony Montana seria incapaz de matar pessoas inocentes no jogo. O produtor Cam Weber explicou que o conceito do modo "Blind Rage", que estava em exibição na demo, foi muito inspirado no filme; "Para os fãs do filme, vocês vão se lembrar que Tony tem um temperamento maluco que de vez em quando é acionado. Você ouve a música do órgão tocar, vê uma câmera cortada na intensidade de seus olhos, e ele de repente estala. Ele perde o controle; ele perde completamente o controle e faz algumas coisas violentas."

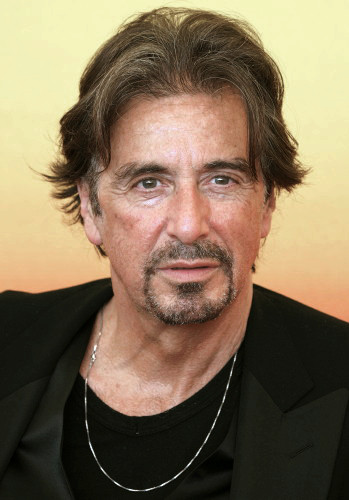
Al Pacino, que interpretou Tony Montana no filme, permitiu que sua imagem fosse usada no jogo, mas não deu voz ao personagem Montana. Ele, no entanto, escolheu a dedo o ator que o fez.

Em abril, a Vivendi revelou que o título do jogo seria Scarface: The World is Yours e, embora apresentasse a imagem de Al Pacino, o próprio Pacino não daria voz a Montana. Embora não tenha sido anunciado quem dublaria o papel, vários outros membros do elenco foram revelados; Steven Bauer, Robert Loggia, Jay Mohr, Cheech Marin, James Woods, Miguel Sandoval, Robert Davi, Michael Rapaport e Michael York. A diretora de estratégia e marketing da Vivendi, Cindy Cook afirmou: "Al Pacino deu vida ao personagem Tony Montana na tela de uma forma muito poderosa, e a inclusão de sua imagem como Tony Montana é um componente crítico para a autenticidade da experiência de jogo Scarface. Também estamos entusiasmados por ter outros talentos de alto nível envolvidos em Scarface: The World is Yours, já que sua participação adicionará mais substância e profundidade aos personagens apresentados no jogo."
Em maio, a Vivendi anunciou que o lançamento do jogo foi adiado para 2006. No mesmo comunicado, eles revelaram que o jogo estava sendo desenvolvido para Xbox 360, bem como para PlayStation 2, Xbox e PC. A versão Xbox do jogo foi disponibilizada pela primeira vez em formato jogável (embora não jogável pelo público) na E3 2005 em maio. A Radical afirmou que as versões para PC e PlayStation 2 seriam idênticas à versão para Xbox, embora a versão para Xbox 360 tivesse alguns recursos exclusivos.

### Redesenho
No final de março de 2006, a Vivendi forneceu compilações pré-alfa da versão do jogo para PlayStation 2 para IGN e GameSpot. Eles explicaram que desde a E3 2005, a Radical renovou todo o jogo, melhorando o design e criando um enredo mais atraente. Eles também ajustaram a jogabilidade para atrair tanto jogadores casuais quanto jogadores mais hardcore. Essas mudanças foram implementadas após alguns comentários negativos do público e da imprensa de jogos após a demonstração da E3. Os escritores foram especialmente críticos em relação à aparência do jogo, e uma das alterações do Radical foi repintar todas as texturas externas. Jason Bone afirmou que o feedback negativo foi uma coisa boa, já que a Radical subestimou a dificuldade de fazer um grande jogo de mundo aberto; "Temos um pouco de experiência com jogos de mundo aberto, mas eles eram em uma escala muito menor - não havia muitos detalhes neles. Com este jogo, precisávamos que ele parecesse cinematográfico e ainda assim fosse um jogo de mundo aberto". O feedback negativo os fez perceber que o jogo precisava de mais trabalho. Bone também afirmou que o trabalho não havia começado na versão de Xbox 360 na sétima geração, pois eles não queriam que fosse um porte direto, nem queriam que isso os distraísse das versões de PS2, PC e Xbox. Ele também sugeriu que uma versão para PlayStation 3 estava sendo considerada.
A versão alfa do jogo foi mostrada pela Vivendi no show pré-E3 2006 em abril. A Vivendi também divulgou outra lista de dubladores que apareceram no jogo; Al Israel, Ice-T, Oliver Platt, Daniel Dae Kim, Willa Holland, Roma Maffia, Robert LaSardo, Brenda Strong, Dale Earnhardt Jr., Ricky Gervais, Michael Rooker, Jason Mewes, Anthony Anderson, Rick Yune, Wilmer Valderrama, Kevin Dillon, Jerry Ferrara, Richard Roundtree, Tiny Lister Jr., Bai Ling, Bam Margera, Cree Summer, NORE, Tommy Lee, B-Real, Sen Dog, Rodrigo Santoro e Elliott Gould. Também foi revelado que o ator que dublou Tony Montana, André Sogliuzzo, foi escolhido a dedo por Al Pacino. Em julho, foi revelado que Pacino recusou a oportunidade de emprestar sua imagem para a adaptação de The Godfather: The Game da Electronic Arts para que ele pudesse aparecer em Scarface. Também foi explicado que o motivo pelo qual o próprio Pacino não estava dando voz a Montana era que ele simplesmente não soava mais como Montana. De acordo com Adam Roberts da Vivendi; "Ele simplesmente não consegue mais fazer isso fisicamente. Ele tentou, mas foi preciso muito esforço físico para fazer a voz de Montana - tem um sotaque muito forte, muito difícil para ele fazer."
Em agosto, foi anunciada uma edição de colecionador do jogo para PlayStation 2, que incluiria o jogo, um DVD bônus incluindo um documentário "Making of", um vídeo passo a passo com comentários do produtor, entrevistas com o elenco, dicas e sugestões, um mapa completo do mundo do jogo e da arte conceitual.

### Versão PSP
Em 28 de julho, a Vivendi anunciou que um jogo Scarface também estava sendo desenvolvido para o PlayStation Portable. Porém, seria um jogo completamente diferente de The World is Yours. Chamado Scarface: Money. Power. Respect., o jogo estava sendo desenvolvido pela FarSight Studios e combinaria estratégia baseada em turnos com combate em tempo real enquanto gangues rivais disputavam o controle de Miami. No mesmo dia, a Vivendi também revelou que a versão para Xbox 360 de The World is Yours foi cancelada, por motivos não revelados.

### Música
Em agosto, a Vivendi revelou que a trilha sonora, com mais de 100 músicas, contaria com músicas de nomes como Beth Andersen, Johnny Cash, Control Machete, Grandmaster Flash, Ministry, Debbie Harry, Rick James, Iggy Pop, Judas Priest, Public Enemy, Rohff, Run-DMC, Shannon, Burning Spear e Peter Tosh, bem como a trilha sonora original de Giorgio Moroder para o filme. Eles também revelaram detalhes do recurso Mix Tape, que permitiria aos jogadores personalizar a trilha sonora do jogo da maneira que desejassem. Cindy Cook, diretora de marketing da Vivendi, afirmou: "Ao longo do processo de desenvolvimento, nos concentramos em dar ao jogador o poder de escolher sua própria experiência musical no jogo, seja o purista de Scarface que quer apenas a trilha sonora do filme, o jogador que quer música autêntica daquela época ou o fã que deseja as faixas mais quentes dos talentos de hoje em dia. Podemos oferecer esta escolha através do nosso novo mixer de música Mix Tape e de uma incrível programação de artistas dos anos 1980 e contemporâneos que estão trazendo seus sucessos para o jogo. Gerações de fãs de cinema e jogadores serão capazes de criar uma experiência que melhor se adapte aos seus gostos únicos."
A trilha sonora do jogo, Scarface: The World Is Yours - Original Game Music Score, composta por Marc Baril, foi lançada pela Universal Music em outubro de 2006. As faixas não trazem nenhuma música do filme, apenas músicas originais do jogo, geralmente ouvidas em missões do enredo.

### Versão Wii
"Trazer Scarface: The World Is Yours para o Wii é uma excelente oportunidade para pegar um jogo já incrível e adicionar um toque incrível, graças às habilidades únicas do controle remoto do console Wii. Adicionar elementos sensíveis ao movimento a um jogo que já inclui uma celebridade incrível elenco, valores de produção de Hollywood e ação ininterrupta, proporcionam uma experiência de jogo diferente de qualquer outra, trazendo verdadeiramente vida ao mundo de Tony Montana."
—Cindy Cook; Diretor de estratégia e marketing da Vivendi Universal Games.

Em janeiro de 2007, NGamer revelou que The World is Yours estava sendo portado para o Wii. Em 1º de março, a Vivendi confirmou que o jogo estava programado para lançamento no verão e seria idêntico às outras versões, mas contaria com controles do Wii Remote e gráficos aprimorados.
O jogo foi exibido pela primeira vez no dia 10 de abril, momento em que os controles foram demonstrados. IGN ficou impressionada: "A função de apontar funciona bem em Scarface. Assim como o controle do mouse na versão para PC, os jogadores agora têm uma precisão de arma quase exata que torna mais fácil e intuitivo abater a oposição com a enorme variedade de poder de fogo dentro do experiência. Você ainda pode mirar em indivíduos para aumentar sua mira usando o botão Z do nunchuk, mas como o ponteiro do Wii Remote já faz um ótimo trabalho com sua precisão, raramente o usamos." A GameSpot ficou menos impressionada; "Quando você empunha a motosserra, seu movimento estará vinculado ao do Wii Remote e, ao cortar em diferentes direções e em diferentes alturas, você será capaz de atingir cabeças, pernas e braços individuais dos inimigos. Com prática, você supostamente será capaz de remover todas as extremidades mencionadas antes que o torso atinja o chão, mas o produtor associado que nos mostrou o jogo nesta ocasião nunca conseguiu fazê-lo."
A Vivendi também confirmou que o jogo seria totalmente sem cortes, tornando-o o jogo mais violento disponível para Wii. Mais tarde, foi anunciado que a economia do jogo havia sido ajustada para dar aos jogadores maiores recompensas em missões anteriores, e o preço de alguns dos "exotics" havia sido reduzido.

## Recepção
Scarface: The World Is Yours recebeu críticas geralmente positivas em todos os sistemas; a versão para PlayStation 2 detém uma pontuação agregada de 75 de 100 no Metacritic, com base em quarenta e seis análises; a versão de Xbox 76 de 100, com base em quarenta e uma análises; a versão para PC 73 de 100, com base em dezoito análises; e a versão Wii 71 de 100, com base em vinte e três análises.
Chris Roper da IGN ficou extremamente impressionado, marcando 8,7 de 10 nas versões para PC, PlayStation 2 e Xbox, e dando ao jogo o prêmio de "Escolha do Editor". A versão de Xbox também recebeu o prêmio de "Jogo Xbox do Mês" de outubro. Roper rejeitou a noção de que o jogo era simplesmente um clone de Grand Theft Auto, argumentando, em vez disso, que ele avançava o gênero; "muito de Scarface é baseado no que vimos em Grand Theft Auto. É bastante óbvio que a Radical usou a referida série como modelo e depois voltou e reavaliou suas deficiências. O resultado é que temos um jogo que corrige muitos dos elementos problemáticos do GTA." Ele elogiou a jogabilidade básica, o enredo, o "medidor de bolas", o "modo de raiva" e o sistema de mira. Embora ele tenha criticado o mapa, argumentando que muitas áreas do jogo são acessíveis por apenas uma estrada, ele concluiu: "Há muitas pequenas coisas sobre Scarface que o tornam divertido, mas é a soma de suas partes que faz o grande jogo que é. Ele faz muito para resolver muitos dos problemas de outros jogos do gênero e faz um trabalho fantástico ao trazer o mundo de Scarface para os jogadores." Mark Bozon e Chris Roper pontuaram a versão Wii com nota 8.5 de 10, também dando-lhe o prêmio de "Escolha do Editor" e escrevendo: "Scarface é um jogo muito impressionante, e embora não haja uma tonelada de adições específicas para Wii ao pacote, tudo o que foi adicionado faz uma grande diferença." Elogiando os controles, eles escreveram "é incrivelmente fácil atingir os inimigos e explodir partes específicas do corpo no processo". Eles o chamaram de "um jogo inteligente, de alto orçamento e surpreendentemente impressionante", argumentando que "os proprietários de Wii que se enquadram no público hardcore vão engolir este, já que é atualmente uma das experiências mais profundas e divertidas do sistema."
Matt Helgeson, da Game Informer, pontuou a versão do PlayStation 2 em 8.5 de 10, chamando-o de "um jogo de mundo aberto muito jogável e viciante que consegue dar um novo toque ao gênero familiar". Ele criticou as missões secundárias, chamando-as de "muito repetitivas", mas concluiu: "No geral, me diverti muito com Scarface. É tão profano, violento e exagerado quanto o filme, e não oferece apenas o tiroteio que você espera, mas com tanta profundidade quanto qualquer outro jogo do gênero."
Justin Speer, da GameSpy, pontuou a versão do PlayStation 2 em 4 de 5, chamando-o de "um jogo ridiculamente violento e inacreditavelmente profano que permite que você se glorifique com milhões de dólares virtuais em dinheiro suado de drogas, carros velozes, barcos, capangas subordinados, mulheres e grandes quantidades de sangue. É uma sensação boa". No entanto, ele observou que: "os jogadores que estão se acostumando com a próxima geração de visuais de console não ficarão impressionados com a versão de PS2 ou Xbox". Ele também argumentou que o jogo se torna um tanto repetitivo no final. No entanto, ele concluiu "Scarface é uma experiência duradoura que é simplesmente muito divertida. Em parte um prazer culposo, em parte um experimento extremamente bem-sucedido em design de jogos, Scarface: The World is Yours vale a pena tentar."
Kristan Reed, da Eurogamer, pontuou a versão do Xbox em 7 de 10, chamando-a de "uma abordagem surpreendentemente bem elaborada do gênero", com sua maior crítica sendo a natureza semilinear da jogabilidade. Ele concluiu "Scarface é apenas um Grand Theft também divertido, sólido e competente e nunca um clássico [...] Scarface está certamente vários degraus acima do insulto derivado que esperávamos que fosse, e aqueles que aguentam esperar mais um ano para o próximo GTA será bem servido pela sua fidelidade à fórmula popular. Inovador não é, mas divertido é." Dan Whitehead também pontuou a versão do Wii em 7 de 10. Sobre o sistema de controle, ele escreveu: "Não é que o novo sistema de controle seja impraticável, apenas que é uma mudança bastante desnecessária ditada pelo próprio Wii, e não pela necessidade de jogo." É complicado de aprender, muitas vezes difícil de usar quando é mais importante, mas não recompensa você com nenhum benefício tangível quando você o domina. Ele concluiu: "Dada a seca que atualmente aflige o Wii, parece grosseiro descartar completamente as muitas diversões de Scarface apenas por causa de problemas de controle, especialmente porque elas podem ser acomodadas com paciência e prática. Durante a maior parte do tempo de jogo, Scarface continua sendo um jogo indecentemente divertido e uma brincadeira de mau gosto."
Jeff Gerstmann da GameSpot ficou menos impressionado, pontuando a versão para PC 6 de 10, a versão PS2 6.4 de 10 e a versão Xbox 6.6 de 10, e chamando o jogo de "uma aventura desbocada e sangrenta que faz ao lado de nada com os personagens [...] Toda a experiência parece monótona e muitas vezes constrangida." Sobre a versão para PC, ele escreveu "mesmo em máquinas que vão muito além dos requisitos de sistema recomendados do jogo, notamos muitos problemas e lentidão na taxa de quadros. As texturas não são bonitas e, no geral, o jogo parece um porte de console rápido e sujo." Ele concluiu "No geral, Scarface: The World Is Yours é mais vítima de algumas escolhas de design ruins do que de quaisquer problemas técnicos gritantes. [...] tirando o foco dos elementos de jogabilidade que você deseja em um jogo de cidade aberta e colocando-o mais no design de missão brando do jogo e em todas as tarefas secundárias enfadonhas que você terá que fazer para ganhar uma reputação, Scarface não aproveita seus pontos fortes potenciais. O resultado é um jogo funcional que apresenta um premissa interessante, mas por baixo você encontrará um jogo totalmente desinteressante." Ele foi ainda mais crítico em relação à versão Wii, marcando 5,8 de 10, escrevendo "a transição do gamepad para o Wii Remote tornou esta jogabilidade sem brilho ainda pior." Ele foi extremamente crítico em relação aos controles; "Embora seja um tanto impressionante que o desenvolvedor tenha conseguido colocar um jogo padrão controlado por gamepad no Wii Remote e no Nunchuk, nunca é divertido de jogar e você sentirá como se estivesse lutando contra os controles do início ao fim."
Os editores da Computer Games Magazine presentearam Scarface com o prêmio de "Melhor Trilha Sonora" de 2006. A Academia de Artes e Ciências Interativas nomeou Scarface como "Outstanding Achievement in Soundtrack" no 10º Prêmio Anual de Realização Interativa.

### Vendas
Scarface: The World Is Yours vendeu bem no PlayStation 2 e Xbox, mas não no PC. Em sua primeira semana na Best Buy, a versão para PlayStation 2 foi a segunda mais vendida, a Edição de Colecionador foi a oitava e a versão para Xbox foi a décima terceira. Juntas, as duas versões de PS2 venderam mais que o jogo número um naquela semana; Tour PGA de Tiger Woods 07. No final de outubro, o jogo era o jogo mais vendido do mês; a combinação das edições regular e de colecionador no PS2 foi o jogo mais vendido na América do Norte em outubro, com mais de 366.000 unidades vendidas, arrecadando mais de US$ 18,7 milhões. A versão Xbox vendeu mais de 110.000 unidades, arrecadando mais de US$ 5,4 milhões. A versão para PC vendeu apenas 9.000 unidades, faturando menos de US$ 450.000. Até o final de novembro, o jogo vendeu mais de um milhão de cópias em todo o mundo em todos os três sistemas. Em março de 2007, as versões para PlayStation e Xbox venderam mais de 1,5 milhão de cópias entre elas. Em maio de 2007, o jogo vendeu mais de 2 milhões de cópias em todo o mundo.
Na Alemanha, o jogo foi banido por violência e crueldade de alto impacto.

## Sequências canceladas
Em julho de 2005, o presidente da Vivendi, Phil O'Neil, sugeriu que havia planos para transformar Scarface em uma franquia multijogo, dizendo que "um Scarface 2, um Scarface 3, um Scarface 4 e interações consecutivas desse produto [são] um componente realmente importante do o que estamos tentando fazer aqui." Quando os direitos de propriedade foram transferidos para a Activision Blizzard em 10 de julho de 2008, entretanto, Scarface 2 não foi incluído em sua lista de próximos jogos. Embora os direitos tenham sido posteriormente transferidos de volta para a Universal Pictures, nenhuma notícia adicional foi ouvida. Em 23 de junho de 2022, imagens do jogo Scarface 2 vazaram pelo canal do YouTube Mafia Game Videos, mostrando o jogo em um estado pré-alfa. O jogo deveria acontecer em Las Vegas.